# Infostar
Das Personenstandregister Infostar (Informatisiertes Standesregister) ist eine vom Informatik Service Center des Eidgenössischen Justiz- und Polizeidepartements (ISC-EJPD) im Auftrag des Bundesamts für Justiz unter Leitung des Fachbereichs Infostar (FIS) entwickelte und betriebene und vom Eidgenössischen Amt für das Zivilstandswesen (EAZW) beaufsichtigte Datenbank, in der seit dem 1. Januar 2005 alle Zivilstandsereignisse der Schweizer Wohnbevölkerung sowie von Auslandschweizern beurkundet werden. Die rechtlichen Grundlagen dafür sind das Zivilgesetzbuch und die Zivilstandsverordnung.
Damit wurden die traditionellen, in den Zivilstandsämtern geführten Einzelregister über Geburt, Ehe, Tod und Kindesanerkennungen (s. a. Deutschland: Personenstandsbuch), kantonale Datenbanken sowie die Familienregister an den Heimatorten ersetzt. Mehrfacherfassungen gleicher Daten am Ort des Zivilstandsereignisses und an den (unter Umständen mehreren) Heimatorten wurden dadurch beseitigt. Wurden die Zivilstandsereignisse und Familienbeziehungen in den alten Familienregistern noch «familienweise» aufgeführt, geschieht dies nun individuell. Die Daten werden ausschliesslich durch die Zivilstandsbehörden eingegeben.
Neben den Zivilstandsbehörden haben folgende Stellen Zugriff auf Infostar: die ausstellenden Behörden gemäss Bundesgesetz über Ausweise für Schweizer Staatsangehörige sowie die Bundesstellen, die für die Führung des automatisierten Fahndungssystems Ripol und des automatisierten Strafregisters Vostra sowie für Nachforschungen nach vermissten Personen zuständig sind.

## Erfasste Daten
In Infostar werden folgende Daten aufgeführt:
- Geburten
- Trauungen und eingetragene Partnerschaften
- Todesfälle und Verschollenerklärungen
- Kindesverhältnisse
- Namensänderungen
- Geschlechtsänderungen
- Erklärungen und Entscheide zu Familien- und Vornamen
- Eheauflösungen
- Entscheide zu Bürgerrechten[3]

## Nutzung
Diese Daten dienen unter anderem als Grundlage für:
- die personen- und familienrechtliche Stellung aller Bürger und Bürgerinnen (Ausstellung von Zivilstandsdokumenten)
- den Nachweis des Bürgerrechts im Heimatort und damit des Schweizer Bürgerrechts
- das Funktionieren der Einwohner- und Fremdenkontrollen der Gemeinden
- die Ausstellung von Ausweispapieren (Identitätskarten, Reisepässe usw.)
- vormundschaftliche Massnahmen (Vaterschaftsklagen, Sicherstellung des Kindsgutes usw.)
- die Feststellung der gesetzlichen Erben
- das Bestattungswesen
- die militärische Rekrutierung
- die Bevölkerungsstatistik und die Todesursachenstatistik
- genealogische Forschungen und wissenschaftliche Erhebungen[3]

## Auszüge ausInfostar
- Familienausweis
- Geburtsschein
- Ausweis über den registrierten Familienstand
- Todesschein
- Heimatschein
- Personenstandsausweis
- Bürgerrechtsnachweis

Der aktuelle Stand der Auszugsmöglichkeiten ist bei der zuständigen Gemeinde- bzw. Stadtverwaltung zu erfragen.

## Weiterentwicklung
Seit dem 11. November 2024 ermöglicht Infostar einen erweiterten Zeichensatz, was dazu führt, dass mehr Namen auf der Identitätskarte und Pass korrekt wiedergeben werden können.